# 初雪

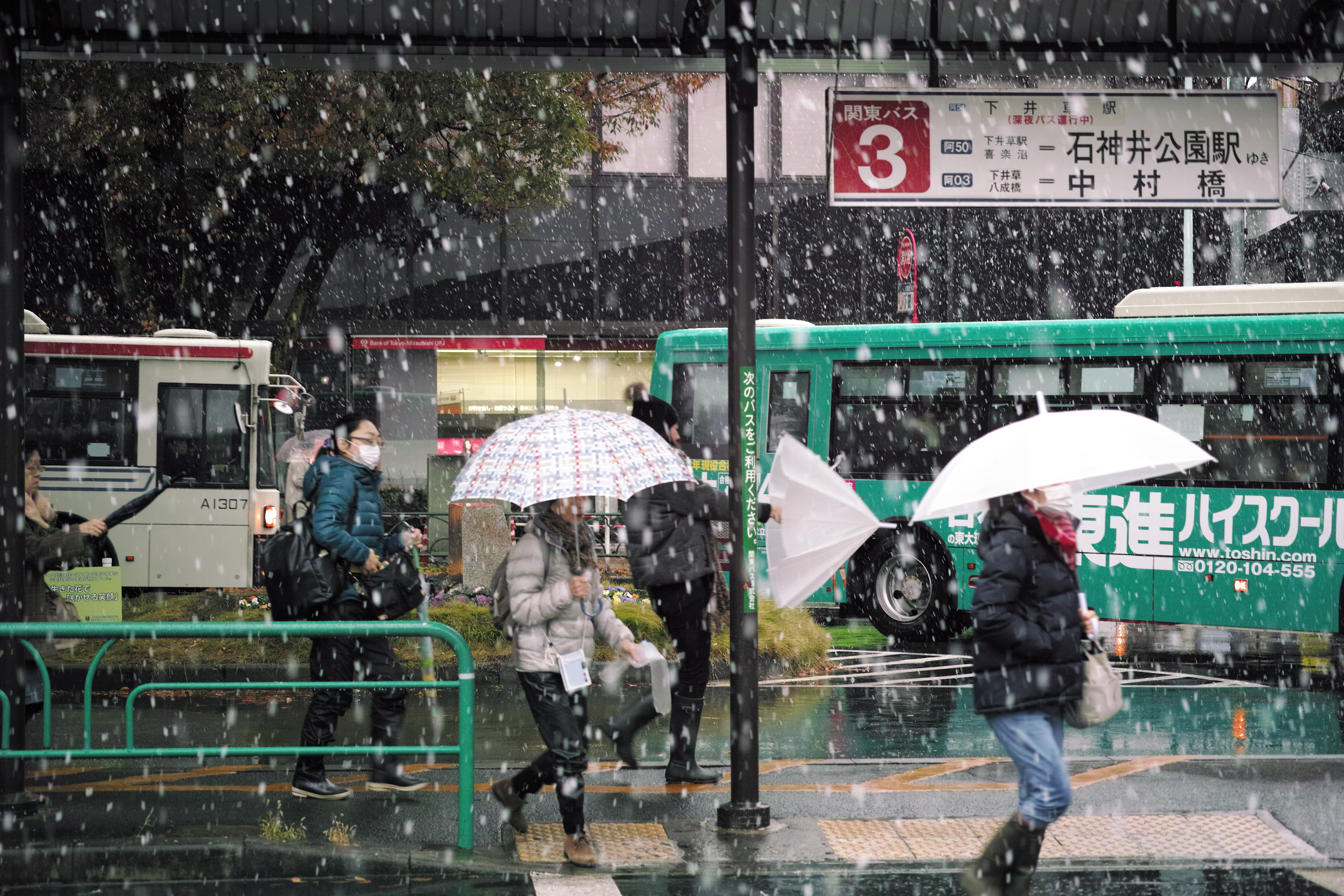
東京の初雪（2016年11月24日）

初雪（はつゆき）は、その冬初めて降る雪、または新年になってから初めて降る雪のこと。あるいは、その雪が降った日（雪の初日）のこと。反意語は終雪（しゅうせつ）である。

## 定義
気象庁及び各地の気象台が発表する「初雪」の定義では、その冬の最初に雪か霙（みぞれ、雨交じりの雪、または融けかかった雪）による降水があった場合を初雪とする。高山では夏に雪が降ることもあるため、「高山では、その年の日平均気温が最も高い日以降、初めて降った雪」を初雪とする定義があるが、富士山などで観測が廃止された現在は終雪から初雪まで長い期間のある観測地点しか存在せず、統計上は考慮の必要がなくなった。観測地点は、日本国内各地の有人気象観測所58か所（5管区気象台、50地方気象台、2測候所、沖縄気象台）のうち、沖縄県の4か所と鹿児島県名瀬を除く53か所、および自動観測数か所である。1997 - 2010年にかけて行われた測候所の廃止により、大幅に減少した。北海道の特別地域気象観測所数か所など、一部では計器による自動観測に切り替えて初雪の観測が続けられている所もある。

## 時期
初雪が観測される時期は、毎年ばらつきが激しい。各地の初雪が観測される平年の時期は、北海道・東北山間部では9月後半から10月中旬にかけて、同じく内陸や平野部では10月中旬から11月上旬頃である。信越地方・北陸地方は11月中旬から12月上旬、北関東・山梨県・岐阜県・滋賀県・北近畿・山陰は11月下旬から12月中旬にかけて、関東平野部・東海・京阪神・南紀、山陽、四国、北部九州の平野部では12月中旬から1月上旬にかけて観測される。
東京など関東南部から九州南部にかけての太平洋沿岸部は初雪の観測が遅く、年明けの1月以降の地域が多い。これらの地域では南岸低気圧によりもたらされる雪が初雪となる場合がほとんどで、年によっては、静岡や宮崎などで初雪そのものが観測されなかった年もある。
また、冬でも温暖な小笠原諸島や南西諸島では基本的に雪は観測されない。
なお、2004年に測候所が廃止されるまで、富士山（富士山測候所）は最も初雪が早く、1971 - 2000年の平年値で9月14日であった（同じく、終雪は7月11日）。富士山では7月や8月にも雪が降るので、「その年の日平均気温が最も高い日以降」という定義が適用されていて、「初雪」になりうる雪のあともっと暑くなり、それが「終雪」に変わることもあった。最も早い初雪は、1963年の7月31日だった。また、最も遅い初雪は、1943年10月16日だった。
初雪の時期はふつう、その冬初めて最低気温が0°C以下になる「冬日初日」に近くなるが、一致はしない。雪は、地上の気温が0°C以上でも、条件により完全に溶けずに雪として降るためで、気温・湿度・雪片の大きさの3つが大きな要素である。雪の落下の過程で、湿度が低いほど、昇華や蒸発に伴う冷却作用が長く持続するため、より高い気温でも融けきらない。詳しくは雪#雪・霙・雨の境目、雪の目安を参照。
降雪のおおよその目安は、850hPa高層天気図（目安として上空1500mの気温を表す天気図）において0°C以下で山地で雪、-6°C以下で平地で雪、また500hPa高層天気図（目安として上空5500mの気温を表す天気図）において-30°C未満で平地で雪とされる。
| 都市   | 初雪     | 終雪     | 備考                                                   |
| ------ | -------- | -------- | ------------------------------------------------------ |
| 稚内   | 10月19日 | 05月10日 | 観測が行われている地点では最も初雪が早い。             |
| 朝日   | 10月19日 | 05月01日 | 観測が行われている地点では最も初雪が早い。             |
| 網走   | 10月30日 | 05月11日 | 観測が行われている地点では最も終雪が遅い。             |
| 根室   | 11月06日 | 05月06日 |                                                        |
| 釧路   | 11月07日 | 05月01日 |                                                        |
| 帯広   | 11月01日 | 04月26日 |                                                        |
| 札幌   | 10月28日 | 04月21日 |                                                        |
| 室蘭   | 11月02日 | 04月19日 |                                                        |
| 函館   | 11月01日 | 04月16日 |                                                        |
| 青森   | 11月08日 | 04月15日 |                                                        |
| 盛岡   | 11月09日 | 04月21日 |                                                        |
| 仙台   | 11月17日 | 04月09日 |                                                        |
| 秋田   | 11月15日 | 04月10日 |                                                        |
| 山形   | 11月16日 | 04月11日 |                                                        |
| 福島   | 11月19日 | 04月05日 |                                                        |
| 新潟   | 11月23日 | 04月06日 |                                                        |
| 富山   | 12月03日 | 04月05日 |                                                        |
| 輪島   | 11月25日 | 04月09日 |                                                        |
| 金沢   | 11月24日 | 04月07日 |                                                        |
| 福井   | 12月03日 | 03月31日 |                                                        |
| 水戸   | 12月19日 | 03月21日 |                                                        |
| 宇都宮 | 12月16日 | 04月01日 |                                                        |
| 前橋   | 12月09日 | 03月30日 |                                                        |
| 熊谷   | 12月20日 | 03月15日 |                                                        |
| 銚子   | 01月05日 | 03月10日 |                                                        |
| 東京   | 01月03日 | 03月09日 |                                                        |
| 横浜   | 12月15日 | 03月19日 |                                                        |
| 甲府   | 12月11日 | 03月23日 |                                                        |
| 長野   | 11月18日 | 04月08日 |                                                        |
| 静岡   | 01月06日 | 02月12日 |                                                        |
| 岐阜   | 12月13日 | 03月24日 |                                                        |
| 名古屋 | 12月18日 | 03月12日 |                                                        |
| 津     | 12月24日 | 03月19日 |                                                        |
| 彦根   | 12月10日 | 03月28日 |                                                        |
| 舞鶴   | 12月12日 | 03月24日 |                                                        |
| 京都   | 12月11日 | 03月23日 |                                                        |
| 大阪   | 12月26日 | 03月08日 |                                                        |
| 神戸   | 12月13日 | 03月27日 |                                                        |
| 奈良   | 12月13日 | 03月22日 |                                                        |
| 和歌山 | 12月18日 | 03月12日 |                                                        |
| 鳥取   | 12月05日 | 03月27日 |                                                        |
| 松江   | 12月07日 | 03月28日 |                                                        |
| 岡山   | 12月10日 | 03月19日 |                                                        |
| 広島   | 12月08日 | 03月24日 |                                                        |
| 下関   | 12月10日 | 03月14日 |                                                        |
| 高松   | 12月19日 | 03月06日 |                                                        |
| 徳島   | 12月18日 | 03月05日 |                                                        |
| 松江   | 12月19日 | 03月05日 |                                                        |
| 高知   | 12月21日 | 02月21日 |                                                        |
| 福岡   | 12月16日 | 03月07日 |                                                        |
| 佐賀   | 12月11日 | 03月13日 |                                                        |
| 長崎   | 12月11日 | 03月01日 |                                                        |
| 熊本   | 12月16日 | 03月06日 |                                                        |
| 大分   | 12月10日 | 03月04日 |                                                        |
| 宮崎   | 01月13日 | 02月05日 | 観測が行われている地点では最も初雪が遅く、終雪が早い。 |
| 鹿児島 | 01月05日 | 02月17日 |                                                        |

## 過去の初雪
| 観測地点 | 最早           | 最晩           | 統計開始 |
| -------- | -------------- | -------------- | -------- |
| 稚内     | 1978年10月06日 | 2018年11月14日 | 1939年   |
| 旭川     | 1898年10月02日 | 2012年11月18日 | 1889年   |
| 網走     | 1954年10月07日 | 2012年11月18日 | 1890年   |
| 根室     |                |                | 1898年   |
| 釧路     | 1923年10月11日 | 1928年12月09日 | 1911年   |
| 帯広     | 1945年10月11日 | 1892年11月24日 | 1893年   |
| 札幌     | 1880年10月05日 | 2018年11月20日 | 1877年   |
| 室蘭     | 1978年10月13日 | 1975年11月23日 | 1924年   |
| 函館     | 1878年10月11日 | 1911年11月27日 | 1873年   |
| 青森     | 1986年10月17日 | 2022年11月30日 | 1887年   |
| 盛岡     | 1986年10月18日 | 1960年12月02日 | 1924年   |
| 仙台     | 1995年11月08日 | 1927年12月19日 | 1927年   |
| 秋田     | 1986年10月17日 | 1911年12月06日 | 1883年   |
| 山形     | 1918年10月25日 | 2004年12月17日 | 1890年   |
| 福島     | 1904年10月31日 | 1990年12月16日 | 1889年   |
| 新潟     | 2009年11月03日 | 1968年12月22日 | 1886年   |
| 富山     | 2002年11月04日 | 2004年12月23日 | 1940年   |
| 輪島     |                |                | 1966年   |
| 金沢     | 2002年11月05日 | 2004年12月22日 | 1883年   |
| 福井     | 2002年11月05日 | 1962年12月22日 | 1898年   |
| 水戸     | 1924年11月10日 | 2007年03月07日 | 1898年   |
| 宇都宮   | 1904年11月07日 | 1916年02月07日 | 1891年   |
| 前橋     | 1904年11月07日 |                | 1898年   |
| 熊谷     | 2002年11月09日 | 1949年02月10日 | 1897年   |
| 銚子     | 1897年12月11日 | 2007年03月19日 | 1888年   |
| 東京     | 1900年11月17日 | 2007年03月16日 | 1877年   |
| 横浜     | 1962年11月22日 |                | 1898年   |
| 甲府     | 1922年11月16日 | 1916年02月7日  | 1895年   |
| 長野     | 2002年10月28日 |                | 1890年   |
| 静岡     | 1973年12月07日 | 1995年03月5日  | 1941年   |
| 岐阜     | 1904年11月06日 | 2020年02月10日 | 1884年   |
| 名古屋   | 1904年11月07日 | 2020年02月10日 | 1892年   |
| 津       | 1922年11月27日 | 1969年02月04日 | 1890年   |
| 彦根     | 1904年11月06日 | 1935年01月16日 | 1896年   |
| 舞鶴     |                |                | 1947年   |
| 京都     | 1904年11月06日 | 2020年01月31日 | 1882年   |
| 大阪     | 1938年11月12日 | 1972年02月04日 | 1883年   |
| 神戸     | 1938年11月12日 | 2020年02月05日 | 1897年   |
| 奈良     | 2013年11月29日 | 2020年02月8日  | 1954年   |
| 和歌山   | 1938年11月12日 | 2020年02月06日 | 1880年   |
| 鳥取     | 1981年11月08日 | 1959年01月04日 | 1945年   |
| 松江     | 1990年11月10日 | 2007年12月30日 | 1941年   |
| 岡山     | 1972年11月21日 | 2020年01月31日 | 1951年   |
| 広島     | 1921年11月08日 | 2020年02月06日 | 1885年   |
| 下関     | 1950年11月14日 | 2020年02月06日 | 1884年   |
| 高松     | 1966年11月21日 | 2020年02月06日 | 1942年   |
| 徳島     | 1924年11月09日 | 1972年02月09日 | 1892年   |
| 松山     | 1938年11月12日 | 2020年01月31日 | 1891年   |
| 高知     | 1924年11月09日 | 1915年02月28日 | 1886年   |
| 福岡     | 1938年11月12日 | 2020年02月17日 | 1890年   |
| 佐賀     | 1924年11月09日 | 2020年02月05日 | 1891年   |
| 長崎     | 1924年11月09日 | 2020年02月17日 | 1887年   |
| 大分     | 1938年11月12日 | 2020年02月17日 | 1887年   |
| 熊本     | 1938年11月12日 | 2020年02月17日 | 1903年   |
| 宮崎     | 1988年12月16日 | 1956年02月29日 | 1887年   |
| 鹿児島   | 1987年12月02日 | 1972年02月27日 | 1884年   |

北海道
北海道内の観測官署で最も早い初雪は旭川で1898年10月2日（1889年統計開始）、最も遅い初雪は釧路で1928年12月9日（1911年統計開始）。
東北地方
酒田で最も早い初雪は1996年11月1日、最も遅い初雪は2004年12月16日（1971年統計開始）。
山形で最も遅い初雪は1911年12月6日と1920年12月6日（1890年統計開始）。
仙台で最も早い初雪は1995年11月8日、最も遅い初雪は1927年12月19日（1927年統計開始）。
若松で最も早い初雪は2002年10月28日、最も遅い初雪は1959年12月6日（1954年統計開始）。
関東甲信地方
東京で最も早い初雪は1876年と1900年の11月17日（1876年11月統計開始）、最も遅い初雪は2007年の3月16日。
1973年1月7日 - 1973年の冬は東京で2日しか雪を観測せず、初雪から8日後の1月15日が終雪となった（最も早い終雪）。
2002年12月9日 - 東京で初雪を観測、12月としては1991年以来となる積雪も記録。
2007年3月16日 - 東京で最も遅い初雪を観測、この冬の終雪は4月4日であった。
2016年11月24日 - 東京で1962年以来となる11月に初雪を観測、積雪0cmも記録した。
銚子で最も早い初雪は、1897年12月11日（1888年統計開始）、最も遅い初雪は2007年3月19日だった。なお、銚子では静岡や宮崎、鹿児島ほどではないが初雪観測なしの年もある（過去に初雪なしは1937年、1959年、1972年の3回）。
北陸地方
富山で最も早い初雪は、2002年11月4日、最も遅い初雪は2004年12月23日。
石川で最も早い初雪は、2002年11月5日、最も遅い初雪は1968年12月22日。
福井で最も早い初雪は、2002年11月5日、最も遅い初雪は1962年12月22日。この年は三八豪雪の年であった。
東海地方
静岡では宮崎ほどではないが、初雪が観測されなかった年（1959年、1960年、1972年、1989年、1997年、2008年、2009年、2019年の8回）もある。
名古屋で最も遅い初雪は、119年前の記録を更新した2020年2月10日。平年より52日遅い初雪を観測した。
岐阜で最も遅い初雪は、平年より62日遅い初雪を観測した2020年2月10日。85年ぶりに観測史上最も遅い記録を更新した。
近畿地方
京都で最も遅い初雪は、平年より47日遅い初雪を観測した2020年1月31日。4年ぶりに観測史上最も遅い記録を更新した。
奈良で最も遅い初雪は、平年より58日遅い初雪を観測した2020年2月8日。4年ぶりに観測史上最も遅い記録を更新した。
神戸で最も遅い初雪は、平年より53日遅い初雪を観測した2020年2月5日。4年ぶりに観測史上最も遅い記録を更新した。また、この観測が自動判別になって以降で初めての初雪発表となった。
和歌山で最も遅い初雪は、平年より51日遅い初雪を観測した2020年2月6日。56年ぶりに観測史上最も遅い記録を更新した。
中国地方
岡山で最も遅い初雪は、平年より44日遅い初雪を観測した2020年1月31日。統計開始以降最も遅い記録を56年ぶりに更新した。
広島で最も遅い初雪は、平年より58日遅い初雪を観測した2020年2月6日。85年ぶりに観測史上最も遅い記録を更新した。
四国地方
高松で最も遅い初雪は、平年より45日遅い初雪を観測した2020年2月6日。48年ぶりに観測史上最も遅い記録を更新した。
松山で最も遅い初雪は、平年より41日遅い初雪を観測した2020年1月31日。66年ぶりに観測史上最も遅い記録を更新した。
高知で最も遅い初雪は、1915年2月28日（1886年統計開始）。
九州北部地方（山口県を含む）
下関で最も遅い初雪は、1905年2月6日と平年より60日遅く115年ぶりに過去最も遅い観測となった2020年2月6日。
福岡で最も遅い初雪は、平年より51日遅い初雪を観測した2020年2月17日。111年ぶりに観測史上最も遅い記録を更新した。
佐賀で最も遅い初雪は、平年より56日遅い初雪を観測した2020年2月5日。66年ぶりに観測史上最も遅い記録を更新した。
長崎で最も遅い初雪は、48年ぶりに観測史上最も遅い記録を更新した2020年2月17日。
熊本で最も遅い初雪は、平年より56日遅い初雪を観測した2020年2月17日。66年ぶりに観測史上最も遅い記録を更新した。
大分で最も遅い初雪は、平年より74日遅い初雪を観測した2020年2月17日。48年ぶりに観測史上最も遅い記録を更新した。
九州南部・奄美地方
宮崎では初雪が観測されなかった年もある。
鹿児島は静岡や宮崎ほどではないが初雪観測なしの年（過去に初雪なしは1973年、1992年、1997年、2019年の4回）もある。
奄美では1901年2月12日と2016年1月24日に初雪を観測した（1897年統計開始）。
沖縄県
統計開始以来、雪（みぞれ）を延べ3日観測している（いずれも初雪と終雪が同日）。久米島（1959年1月統計開始）で1977年2月17日と2016年1月24日、名護市（1967年1月統計開始）で2016年1月24日に雪を観測した。
富士山（1936年 - 2004年）
最も早い初雪の記録は1963年7月31日、最も遅い記録は1943年10月16日、平年日は9月14日。